# Троїцька вулиця (Кременчук)
Ву́лиця Тро́їцька — одна з вулиць Кременчука. Протяжність близько 2400 метрів. До 18 лютого 2016 року мала ім'я Леоніда Красіна. Вулиця розташована в центральній частині міста. Починається від Дніпра і прямує на північний схід до роздоріжжя на зупинці «Електростанція». По вулиці, починаючи з перетину з вул. Небесної Сотні і до кінця, проходить межа районів Кременчука — Автозаводського й Крюківського.
Проходить крізь такі вулиці (з початку вулиці до кінця):
| - Коцюбинського - Перемоги - Академіка Маслова - 29 Вересня - Лейтенанта Покладова | - Небесної Сотні - Шевченка - Левка Лук'яненка - Лікаря О. Богаєвського |

## Історія
На розі з вулицею Шевченка було побудовано і 1 вересня 1962 року введено в експлуатацію загальноосвітню школу №19.

## Будівлі та об'єкти
На вулиці знаходяться станція технічного обслуговування, ЗОШ № 13, відділення зв'язку № 17, Троїцька церква, річка Крива Руда (ліва притока Дніпра).